# 험프리 계열

수소 스펙트럼. 단위는 로그단위이며, Hu-α가 가장 길다.(옥색 선)

험프리 계열(영어: Humphreys series)은 수소 스펙트럼에서 네 번째로 파장이 짧은 적외선 계열을 말한다. 1930년경 험프리가 발견하였으며, 이 계열의 빛은 들뜬상태에서 E6 위치 에너지 준위로 전이될 때 방출된다.

## 방출 파장
| {\displaystyle n} | 7     | 8    | 9    | 10   | 11   | {\displaystyle \infty } |
| λ (nm)            | 12369 | 7500 | 5910 | 5130 | 4670 | 3280                    |